# Solatube
Solatube je sustav koji prenosi dnevno svjetlo u unutarnje prostorije doma ili radnog prostora i tijekom dana je odlično rješenje za osvjetljenje svih prostorija koje nemaju izvor dnevnog svjetla ili nemaju dovoljno svjetla za boravak i rad.
Koristi samo sunčevu svjetlost za rasvjetu od izlaska do zalaska sunca, štedi električnu energiju i utječe na dobro zdravlje i raspoloženje ljudi.
Za samo nekoliko sati, uz jednostavnu i brzu ugradnju, pretvara tamne unutarnje prostorije u lijep i vrlo ugodan prostor.
Sustav funkcionira koristeći samo sunčevu dnevnu svjetlost tj. obnovljive izvore energije. Takav način gradnje poznat je pod nazivom zelena gradnja. 
Zelena gradnja promiče zdravlje i dobrobit korisnika zgrade putem maksimalnog korištenja prirodnog svjetla u prostoru, kako bi se istovremeno smanjila potreba za umjetnom rasvjetom.

## Kako funkcionira Solatube?
Solatube hvata sunčeve zrake kroz kupolu na krovu, preusmjerava ih u visoko reflektirajuće cijevi, te preko stropnog raspršivača učinkovito osvjetljava prostoriju. Patentirana tehnologija Raybender® 3000 na kupoli povećava količinu uhvaćene svjetlosti, a odbojna površina LightTracker™ hvata sunčeve zrake i kad je sunce nisko u zimskim mjesecima.

## Prednosti Solatube
- Minimalna toplinska provodljivost
- Prirodna se svjetlost ravnomjerno raspršuje po prostoru
- Ne propušta štetne UV zrake
- Najzrcalniji materijal na svijetu (refleksija 99,7%)
- Prijenos dnevne svjetlosti od krova do stropa u dužini do 30 m
- Kad se sustav ispravno montira ne zahtjeva nikakvo održavanje
- Jednostavna ugradnja u postojeće ili nove objekte
- 10-godišnje jamstvo na sve sastavne dijelove sustava i 5-godišnje jamstvo za električne komponente

## Povijest
Korijeni Solatube International Inc., začetnika sustava za dovod dnevne svjetlosti, datiraju iz 1980-ih godina u Australiji. Australski izumitelj, maštao je poput djeteta i smišljao kako bi dobio puno svjetla u zatvorenom prostoru. Njegov inovativni koncept će promijeniti način na koji svijet razmišlja o prirodnom dnevnom svjetlu.
Sustav će biti jednostavan za instalaciju bez strukturnih promjena, prenoseći iznimnu prirodnu svjetlost u unutarnje prostore. Već 1986. godine patentirao je svoj izum.
Četiri godine kasnije, osnovao je tvrtku Solatube Limited s grupom poduzetnika u Sidneyu, koji su podrškom u marketingu i iskustvom u proizvodnji pokrenuli proizvodnju ovog revolucionarnog proizvoda.
Prvi sustav prodan je 1991. godine i iste godine postaje najprodavaniji sustav za osvjetljenje dnevnom svjetlošću u Australiji. Potaknuti ovim velikim uspjehom u Australiji, 1992. godine kreću s prodajom u Sjevernoj Americi. A potom i u cijelom svijetu.

## Poveznice
- http://www.quadratum.hr/solatube
- http://www.solatube.com